# Олігофренопедагогіка

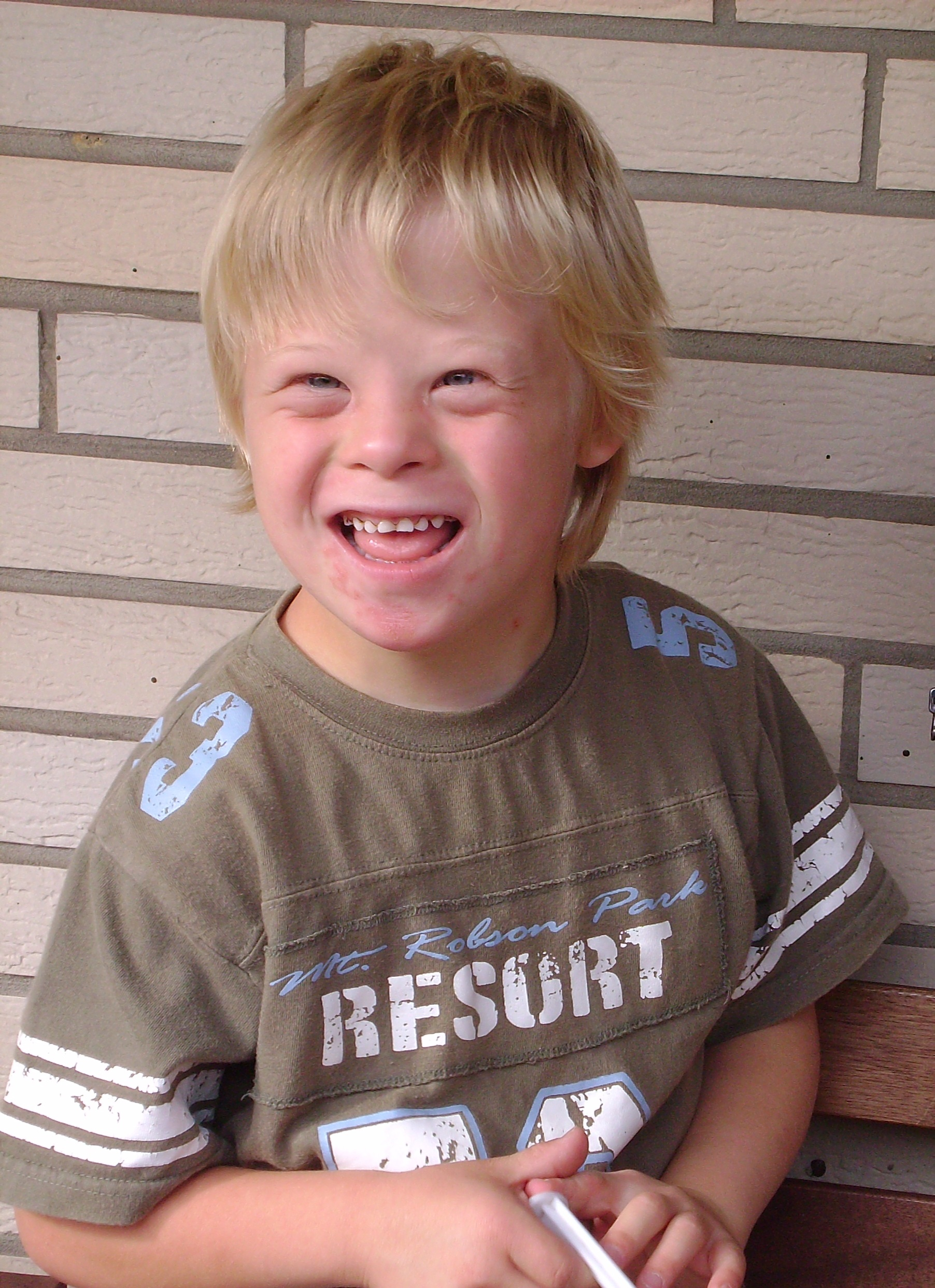
Синдром Дауна є найбільш поширеною причиною розумової відсталості.

Олігофренопедагогіка — галузь педагогіки та дефектології, яка вивчає методики викладання та навчання розумово відсталих дітей. Спеціаліст олігофренопедагог, використовуючи досягнення та розроблені спеціальні навчальні програми, забезпечує процес навчання, виховання, соціальної та психологічної адаптації дітей та підлітків з відхиленнями в інтелектуальному розвитку. В деяких випадках така допомога надається при реабілітації дорослих. Навчання на території України здійснюється в рамках спеціальностей «Спеціальна освіта. Олігофренопедагогіка. Логопедія». Згодом, олігофренопедагоги працюють у спеціалізованих школах розвитку, реабілітаційних центрах, в психолого-медико-педагогічних комісіях (консультаціях), в установах соціального захисту, лікарнях, поліклініках, санаторіях, в середніх і вищих педагогічних навчальних закладах, науково-дослідних установах.

## Історія
Олігофренопедагогіка виникла як певний етап у розвитку медицини й педагогіки. Перше глибоке клінічне вивчення розумової відсталості провів французький психіатр Жан-Етьєн Домінік Еськироль (1772—1840). Французький лікар і педагог Еедуард Сеген у 1846 році опублікував друковану працю «Моральне лікування, гігієна і освіта ідіотів та інших відсталих дітей», що вважається найбільш раннім систематичним підручником щодо роботи з дітьми з особливими потребами та з дітьми з обмеженими інтелектуальними можливостями. Опублікована праця ґрунтувалася на розвитку активності та дієздатності розумово відсталої дитини за допомогою спеціального режиму та особливих вправ-тренувань органів чуття, уваги, волі.

## Методи
- Емпіричні методи: спостереження, психологічні експерименти, проведення психодіагностичних тестів, аналіз продуктів діяльності дитини, обробка отриманих даних.
- Інтерпретаційні методи: генетичні, структурні.
- Ізольовані методи: соціометрія, вивчення самооцінки індивіда, вивчення рівня домагань індивіда.

## Класифікація інтелектуальних порушень
В даний час у практичній роботі психіатри використовують міжнародну класифікацію (МКБ-10) за ступенем глибини інтелектуального дефекту.
Розумова відсталість поділяється на форми:
- легку (IQ в межах 50-69),
- помірну (IQ в межах 35-49),
- важку (IQ в межах 20-34),
- глибоку (IQ нижче 20).

## Завдання олігофренопедагогіки
- Розкриття значення виховання у корекційному розвитку розумово відсталої дитини
- Вивчення закономірностей психічного розвитку розумово відсталих
- Розробка змісту методів, прийомів, засобів навчання і виховання людей, страждаючих порушеннями інтелекту та організація їх життя в спеціальних установах

## Навчальні заклади
Фахівців з олігофренопедагогіки готують:
- Сумський державний педагогічний університет імені А. С. Макаренка
- Ужгородський національний університет
- Кам'янець-Подільський національний університет імені Івана Огієнка
- Національний педагогічний університет імені М.П. Драгоманова